# Кертленд (Огайо)
Кертленд (англ. Kirtland) — місто (англ. city) в США, в окрузі Лейк штату Огайо. Населення — 6937 осіб (2020).

## Географія
Кертленд розташований за координатами 41°35′53″ пн. ш. 81°20′17″ зх. д. / 41.59806° пн. ш. 81.33806° зх. д. (41.597993, -81.338061).  За даними Бюро перепису населення США в 2010 році місто мало площу 43,52 км², з яких 43,18 км² — суходіл та 0,34 км² — водойми.

## Демографія
Згідно з переписом 2010 року, у місті мешкало 6866 осіб у 2544 домогосподарствах у складі 1948 родин. Густота населення становила 158 осіб/км².  Було 2716 помешкань (62/км²).
Расовий склад населення:
| - 97,7 % — білих - 0,7 % — азіатів - 0,4 % — чорних або афроамериканців - 0,1 % — корінних американців |

До двох чи більше рас належало 0,9 %. Частка іспаномовних становила 1,1 % від усіх жителів.
За віковим діапазоном населення розподілялося таким чином: 23,0 % — особи молодші 18 років, 57,9 % — особи у віці 18—64 років, 19,1 % — особи у віці 65 років та старші. Медіана віку мешканця становила 46,9 року. На 100 осіб жіночої статі у місті припадало 97,1 чоловіків;  на 100 жінок у віці від 18 років та старших — 95,0 чоловіків також старших 18 років.
Середній дохід на одне домашнє господарство  становив 115 891 долар США (медіана — 90 000), а середній дохід на одну сім'ю — 137 318 доларів (медіана — 120 172). Медіана доходів становила 74 592 долари для чоловіків та 59 076 доларів для жінок. За межею бідності перебувало 2,7 % осіб, у тому числі 1,5 % дітей у віці до 18 років та 5,5 % осіб у віці 65 років та старших.
Цивільне працевлаштоване населення становило 3440 осіб. Основні галузі зайнятості: освіта, охорона здоров'я та соціальна допомога — 23,6 %, виробництво — 19,6 %, науковці, спеціалісти, менеджери — 12,3 %, роздрібна торгівля — 9,3 %.